# Otakar Pihrt
Otakar Pihrt (9. července 1933 Rakovník – 4. července 2013) byl český hudební skladatel, aranžér, dirigent a hráč na lesní roh.

## Život
Absolvoval rakovnické gymnázium a poté pražskou konzervatoř (1948–1955). Hrál např. v Junácké kapele a v orchestru Rakovnické opery, v roce 1953 spoluzakládal rakovnický taneční orchestr Merkur a byl jeho prvním uměleckým šéfem, podílel se i na vzniku adventních koncertů na hradě Křivoklát. Později působil v Symfonickém orchestru Českého rozhlasu a byl dirigentem Vinohradské kapely v Praze. Otakar Pihrt byl autorem řady populárních skladeb, ve kterých mj. odkazoval na Rakovník, a v roce 2012 se stal čestným občanem svého rodného města.